# أبو العلا محمد
أبو العلا بن محمد بن حافظ (8 أغسطس 1884 - 5 يناير 1927) هو مغن وملحن مصري.

## حياته ونشأته
ولد في الثامن من شهر أغسطس 1878، وحفظ القرآن الكريم وهو صغير، ثم بدأ حياته قارئا له في المناسبات، ثم اتجه للعمل بالفن والذى بدأه كمطرب وملحن متأثرا بأسلوب عبده الحامولى، الذى كان يحب ألحانه ويحرص على حضور أى محفل يشارك فيه، لدرجة أنه تقمص شخصية عامل فراشة لإحدى الحفلات حتى يتسنى له الاستماع إليه، من مواليد قرية بنى عدى مركز منفلوط بمحافظة أسيوط واحدا من أهم الملحنين في الربع الأول من القرن العشرين، وهو أول من التفت لصوت ام كلثوم.
حفيد الشيخ (العدوى) من ناحية الأب، والأمير (حسن كتخدا) من ناحية الأم.
في طفولته حفظ القرآن الكريم والتحق بالأزهر الشريف، واشتهر بين أقرانه بالصوت الحسن وإلقاء الشعر، وذاعت شهرته بين مشاهير الطرب في عصره، وقام بتلحين مجموعة من القصائد الشعرية الدينية لكبار الشعراء.
سجل بصوته نخبة من القصائد والأغنيات على اسطوانات

## مسيرته
لم يبخل الشيخ (أبو العلا محمد) على (أم كلثوم) بفنه وتجاربه، وتغنت بلحنه لأول قصيدة تشدو بها لشاعر الشباب (أحمد رامى) والتي بعنوان (الصب تفضحه عيونه) وذلك في عام 1924م.
في عام 1926 غنت قصيدة (وحقك أنت والمنى) أشعار الشاعر الشيخ (عبد الله الشبراوى) وتواصل العطاء الفنى بينهما بعد ذلك.
رزق الشيخ (أبو العلا محمد) من الأبناء بولدين وست بنات، وكان ابنه الدكتور (جلال الدين) يرغب في الزواج من (أم كلثوم) ولكن لم تتحقق رغبته.
أصيب الشيخ (أبو العلا محمد) بالشلل فتعذر عليه الغناء والتلحين
في الخامس من شهر يناير عام 1927م فاضت روحه إلى بارئها، وشاركت (أم كلثوم) في جنازته وودعته إلى مثواه الأخير،
وفى احتفالية إحياء ذكراه أنشدت بصوت يتمزق ألماً وهي تذرف الدموع مجموعة من ألحان أستاذها الشيخ (أبو العلا محمد) وفي هذه الاحتفالية قال شاعر الشباب (أحمد رامى) مرثية:
كان شعرى في فيك للغناء
فغدا اليوم في فمى للرثاء
من معينى على افتقادك
يا من كنت عونى على الأسى والبكاء
عز دمعى عليك يوم نعى
الناعى أعز الأحباء والأصفياء.
و يعتبر الشيخ أبو العلا محمد هو الرائد الأول في تلحين القصيد وحافظ على القالب التقليدى للقصيدة أي نموذج الشعر العمودي، وألزم المطربين بالتقيد الكامل لشروطة من خلال اللحن الذي يضعه وتعتبر مؤلفاته نموذج مثالي للقصيدة العربية في الغناء الكلاسيكي العربي لحنا وأداء وصياغة، وصورة ناطقة ناطقة عن حبه للغة العربية الفصحى. ومن أشهرها «وحفك أنت المنى والطلب» وقصيد «الحب تفضحه عيونه».. أما القصبجي فكان أكثر تحريرا حيت حاول تطوير قالب القصيد كي تتفق وحاجات العصر الذي يعيش فيه، وكانت قصائده الأولى لأم كلثوم نذكر منها «إن حالي في هواها عجب»... كما لا ننسى محمد عبد الوهاب الذي استفاد من إصلاحات أبو العلا والقصبجي ولكنه لم يخرج عن القالب التقليدي ومن أشهر ما لحن قصيد «يا جارة الوادي». ثم توالت التجارب في تلحين القصيد مع القديد من الفنانين في جميع الدول العربية وحتى في تونس مثل خميس ترنان والهادي الجويني وعليا التي لأبدعت في أدائها لقصيدة «الساحرة»...
مثال لجزء من قصيدة:
مضناك جفاه مرقده
وبكاه ورحم عوده
حيران القلب معذبه
مجروح الجفن مسهده

## وفاته[15]
حاول أن يواصل مشواره، إلى أن اشتد عليه المرض وأصابه في يده من عدم التمكن من العزف على آلة موسيقية فتعذر عليه الغناء والتلحين. وفى الخامس من شهر يناير عام 1927، فاضت روحه إلى بارئها، وشاركت (أم كلثوم) في جنازته وودعته إلى مثواه الأخير.
وفى احتفالية إحياء ذكراه، أنشدت بصوت يتمزق ألمًا وهى تذرف الدموع مجموعة من ألحان أستاذها الشيخ (أبوالعلا محمد)، وفى هذه الاحتفالية، قال شاعر الشباب (أحمد رامى) مرثية:
كان شعرى في فيك للغناء
فغدا اليوم في فمى للرثاء
من معينى على افتقادك
يا من كنت عونى على الأسى والبكاء
عز دمعى عليك يوم نعى

الناعى أعز الأحباء والأصفياء.